# Moving Units
Moving Units est un groupe de rock indépendant américain, originaire de Los Angeles, en Californie. Leur premier album Dangerous dreams sort en 2004 après un premier EP sortie en 2002.

## Biographie
Le groupe est formé en 2001 à l'initiative de Chris Hathwell, Blake Miller (ex-Spectacle), Chris Yurocko, et Johan Boegli, pendant la séparation de l'ancien groupe de Hathwell, Festival of Dead Deer. Ils publient un premier EP, Moving Units, chez Three One G au début de 2002. Ils se font connaitre en faisant les premières parties des concerts de Hot Hot Heat, Pixies, Blur, et Nine Inch Nails. Leur premier album, Dangerous Dreams, est publié le 12 octobre 2004 au label Palm Pictures.
Moving Units publie un deuxième album, Hexes for Exes, en 2007 chez Metropolis Records,,,. Le premier single, Pink Thoughts, est publié sur la page MySpace du groupe. So Sweet publie un single vinyle en édition limitée, Crash N Burn Victims, au Royaume-Uni en novembre 2007.
Le groupe publie un EP intitulé Tension War le 14 février 2011. Moving Units choisit d'auto-publier l'EP en parallèle à leur firme de management, Post Modern. Moving Units joue aussi au Coachella 2011. Le 31 mars 2012, Moving Units annonce sur Facebook le départ de Blake Miller par consensus. À la fin 2012, Blake Miller jouera sous le nom de Moving Units sans permission des autres membres, ce qui vaudra quelques divergences passagères.

## Discographie
- 2002 : Moving Units
- 2003 : Available
- 2004 : Dangerous Dreams
- 2007 : Hexes for Exes
- 2013 : Neurotic Exotic
- 2016 : Damage With Care
- 2018 : This Is Six